# 五味真由子
五味 真由子（ごみ まゆこ、1982年11月12日 - ）は、日本の舞台女優。東京都出身。テアトル・エコー所属。

## 経歴
千代田工科芸術専門学校声優科卒業。

2005年2月14日テアトル・エコー入団。

## 出演作品

### 舞台
- 暗くなったら帰っておいで（酒場の女）
- マーメイドの肉（サキ）
- 普通の女
- 相寄る魂
- オーディオドラマライブ2006「盲目のピアニスト」
- カッコーのかくれ家
- フレディ（一輪車乗り）

### 映画
- ヤッターマン

### テレビアニメ
- ケロロ軍曹（売り子）
- トレインヒーロー（女）
- 毎日かあさん

### 吹き替え
- あなたは私の婿になる
- アバター 伝説の少年アン（アズーラ王女）
- アメリカン・ドラゴン（サラ）
- ジェイクとネバーランドのかいぞくたち
- ER XIII 緊急救命室（ルビー〈エミリー・ゴンザルベス〉）
- しろくまのクロード（ドリス）
- スカイ・ファイター
- ちいさなプリンセス ソフィア（サソフラス）
- 鉄ワン・アンダードッグ
- 夏物語
- ハリー・ポッターと炎のゴブレット
- ビバリーヒルズ・チワワ
- 4400 未知からの生還者
- プリンセスと魔法のキス
- マペット・ベビー（ジル）
- パグ・パグ・アドベンチャー（カップケーキ）
- サバヨミ大作戦!

### 短編
- レックスはお風呂の王様

### その他
- セサミストリート（ラヤ、アビーママ）※YouTube版

### TV
- BSフジ　beポンキッキーズ
- NHK 高校生講座　社会と情報

### ナレーション
- UQ WIMAX CM

### オーディオドラマ
- 不思議の国のアリス（アリス）
- うたかたの恋
- 若草物語